# نوجيدو سان نيكولو
نوجيدو سان نيكولو، (بالإنجليزية: Nughedu Santu Nigola)‏، (سردينيا: Nughedu San Nicolò)، هي بلدية في مقاطعة سردينيا الإيطالية، وتقع على بعد حوالي 180 كم (112 ميل) شمال غرب كالياري، وحوالي 5 كيلومترات (3 أميال) شمال غرب ساساري.

## السكان
في سنة 1861 بلغ عدد السكان 1٬596 نسمة، وتطور العدد ليصل في سنة 2011 لـ 874 نسمة.
يظهر هذا المخطط البياني تطور النمو السكاني لـ نوجيدو سان نيكولو